# Torpa distrikt, Södermanland
Torpa distrikt är ett distrikt i Kungsörs kommun och Västmanlands län. 
Distriktet ligger östra delen av kommunen, vid Mälaren. 

## Tidigare administrativ tillhörighet
Distriktet inrättades 2016 och utgörs av socknen Torpa i Kungsörs kommun.
Området motsvarar den omfattning Torpa församling hade vid årsskiftet 1999/2000.